# Chrysanthia wittmeri
Chrysanthia wittmeri es una especie de coleóptero de la familia Oedemeridae.

## Distribución geográfica
Habita en Kashmir (India).